# 경보제약
주식회사 경보제약은 대한민국의 제약 기업으로, 종근당의 자회사이다.

## 역사 및 현황
1987년 3월 31일 경보화학으로 설립되어, 2002년 3월 26일 경보약품, 2007년 6월 28일 경보제약으로 사명을 변경하였다.